# ثبج مخطط
الثبج المخطط أو البومة المتوارية المخططة (الاسم العلمي: Otus brucei) (بالإنجليزية: Pallid Scops Owl)‏، هو طائر ينتمي إلى بوم حقيقي (فصيلة: Strigidae).